# Anna Mahé
Pour les articles homonymes, voir Mahé.
Anna Mahé est née le 31 juillet 1882 à Bourgneuf-en-Retz (Loire-Inférieure) est morte le 8 novembre 1960 à Clichy. Au cours de sa jeunesse, elle est tour à tour institutrice, typographe, correctrice de presse, gérante de périodique, comptable et militante anarchiste individualiste puis communiste libertaire.
Compagne d’Albert Libertad avec qui elle anime le groupe des Causeries populaires, elle se consacre à une campagne en faveur de la réforme de l’orthographe. Elle contribue au journal Le Libertaire avant de cofonder L'Anarchie, hebdomadaire individualiste.

## Biographie
Anna Rose Marie Mahé est la fille de Pierre Marie Armand Mahé, cordonnier, et d'Eulalie Flavie Eugénie Brosseau.
Elle étudie à Nantes pour devenir institutrice. Elle n’exerce pas longtemps ce métier, car venue à Paris au début des années 1900, elle se lie très tôt au mouvement individualiste dont elle devient une propagandiste à plein temps, de même que sa sœur Armandine venue à Paris en même temps qu’elle et également institutrice.
Partisane de l'amour libre, en octobre 1902, Anna devient la compagne d’Albert Libertad. Le 26 avril 1904, nait de cette union Minuscule dit « Minus », qui n'est pas inscrit à l’état civil.

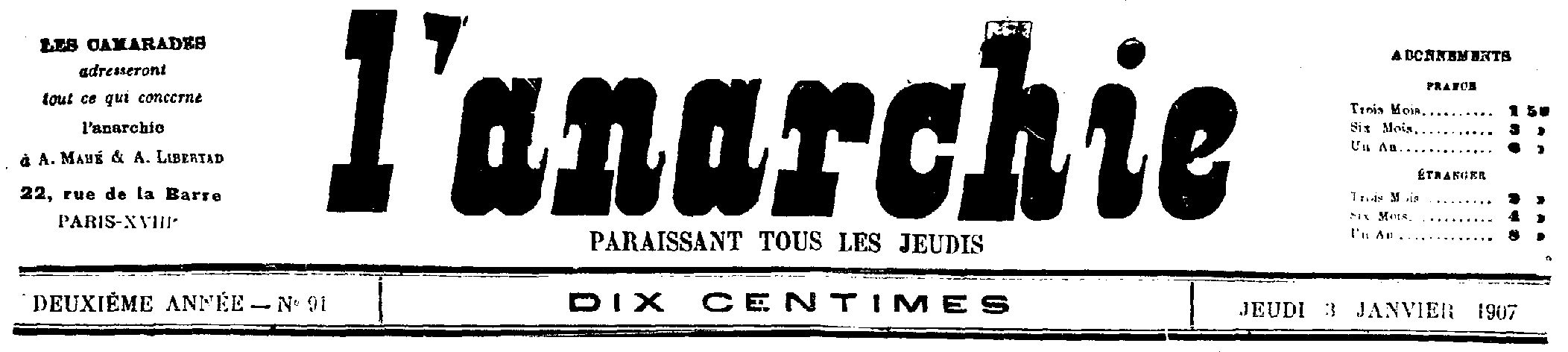
L'Anarchie, n°91, janvier 1907.

Elle consacre une grande part de son activité à la réforme de l’orthographe. En 1904, elle écrit dans Le Libertaire des articles en « ortografe » simplifiée.
En 1905, elle quitte Le Libertaire avec les autres individualistes et fonde avec Albert Libertad, le journal L'Anarchie dont elle est seule responsable à partir du 8 octobre 1908, Libertad étant décédé le 12 novembre. Elle y rédige de très nombreux articles, souvent consacrés à l’éducation et l’enseignement.

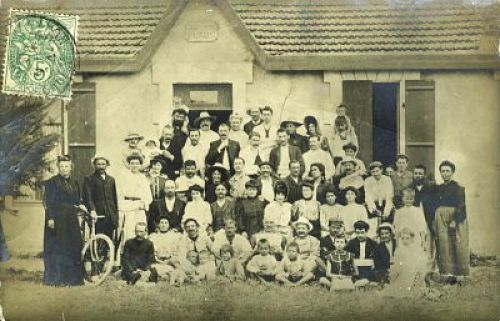
Carte postale photo d'un groupe de vacanciers (dont certains brandissent les journaux Le Libertaire et L'Anarchie) devant la Libertaire-Plage.

Après la création de la colonie Libertaire-Plage en 1905 à Châtelaillon-Plage, elle organise chaque année en juillet, le voyage vers la Charente-Maritime et « incitait les compagnes et compagnons à y envoyer leurs enfants ». Elle publie des chroniques dans L'Anarchie décrivant ces séjours sur « cette plage de sable magnifique que les bourgeois n’envahiront pas car nous faisons bonne garde »,.
Elle s’éloigne du journal L'Anarchie en janvier 1909, après la mort de Libertad, quand la direction des Causeries populaires est confiée à André Lorulot.
Elle rejoint alors la commission de réorganisation du journal Le Libertaire animée par Pierre Martin qui réoriente l’hebdomadaire pour en faire un organe exclusivement communiste libertaire et syndicaliste révolutionnaire.
En octobre 1910, à l’occasion de la grève des cheminots, elle est arrêtée et poursuivie en diffamation envers les armées de terre et de mer et pour « excitation au meurtre et au pillage » à propos d'un article antimilitariste intitulé « Conseils d’une mère à son fils », paru dans Le Libertaire du 2 octobre. Après plusieurs mois de prison préventive, elle passe en procès le 24 février 1911 devant la cour d’assises de la Seine avec le gérant du Libertaire, Émile Dulac. À l’audience elle déclare être une « mère antimilitariste ». Elle est acquittée.

### Réforme de l'orthographe

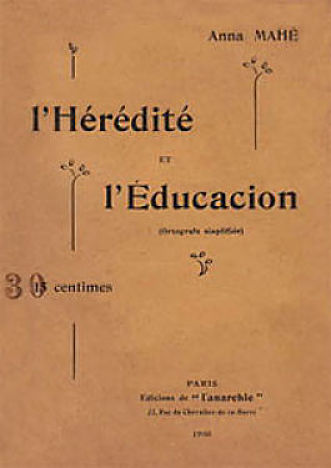
L'Hérédité et l'éducacion : ortografe simplifiée, Edicions de l'anarchie, 1908.

Selon l'historienne Anne Steiner : « L’absence de majuscule dans le titre l’anarchie est imposée par Anna Mahé, vive partisane d’une réforme de l’orthographe. Née en Bretagne, elle a été institutrice, et développe ses théories sur l’éducation dans des brochures et articles paraissant dans l’hebdomadaire. Selon elle, les règles orthographiques sont au service d’une stratégie de distinction conduite par la bourgeoisie : arbitraires, elles encombrent le cerveau de l’enfant et retardent l’acquisition de la capacité à rédiger. Il faut rappeler qu’au XVIIIe siècle, on écrivait encore comme on le voulait. Les manuscrits de Voltaire ou du marquis de Sade comportent des mots écrits à quelques lignes d’intervalle avec des graphies différentes ; ils s’en remettaient le plus souvent à l’éditeur pour décider de l’orthographe à adopter. C’est seulement au XIXe siècle, lorsque la bourgeoisie se constitue en classe d’élite et veut marquer la différence avec le peuple, que l’orthographe est figée par l’Académie. »

## Publications
En plus de nombreux articles dans Le Libertaire et L'Anarchie dont
- Sinplifions... (sur la réforme de l’orthographe), l’anarchie, n° 113, 6 juin 1907, lire en ligne

la brochure
- L'Hérédité et l'éducacion : ortografe simplifiée, Edicions de l'anarchie, 1908, (OCLC 9981131).

et la préface
- E. Armand, Qu'est-ce qu'un anarchiste ? Thèses et opinions, Éditions de l'anarchie, 1908[16].

Traduit en anglais
- The Fall of Czarisms, l’anarchie, n°13, 6 juillet 1905, lire en ligne.

## Citation
- « Démontons la pédagojie oficièle faite pour fabriquer des esclaves. Bâtissons une pédagojie qui conviène à des cerveaus d’homes. »[17]

### Audiovisuel
- Anne Steiner, Les anarchistes, corpus individualistes, Dictionnaire biographique Maitron, Centre d'Histoire Sociale, 15 avril 2014, voir en ligne.

## Notices
- Dictionnaire des anarchistes, « Le Maitron » : notice biographique, extrait en ligne.
- Dictionnaire international des militants anarchistes : notice biographique.
- L'Éphéméride anarchiste : notice biographique.
- René Bianco, 100 ans de presse anarchiste : notice.
- Centre International de Recherches sur l'Anarchisme (Lausanne) : notice bibliographique.
- Catalogue général des éditions et collections anarchistes francophones : notice bibliographique.